# Silene scabrifolia
Silene scabrifolia är en nejlikväxtart som beskrevs av Vladimir Leontjevitj Komarov. Silene scabrifolia ingår i släktet glimmar, och familjen nejlikväxter. Inga underarter finns listade i Catalogue of Life.